# ジェイソン・クーチャック
ジェイソン・クーチャック（Jason Kouchak）は、フランス出身のピアニスト、作曲家、シンガーソングライター。音楽活動をはじめ、社会貢献・慈善活動など幅広い分野で世界的な活動を展開しており、過去にイギリス、フランス、日本、シンガポールおよび香港などを訪問している。

## 生い立ち
ジェイソン・マリアーノ・クーチャック（Jason Mariano Kouchak）はフランス・リヨンに生まれた。ウェストミンスター・スクールを卒業、王立音楽大学とエディンバラ大学でクラシックピアノを専攻。ロシア帝国の海軍司令官アレクサンドル・コルチャークの子孫にあたる。

## 演奏およびレコーディング活動
ジェイソン・クーチャックは5枚のアルバムをスタジオ収録・リリースしており、うち2枚はアビー・ロード・スタジオで収録された。BBCおよびNHKでのテレビ出演では自作曲を披露。クラシックピアニストとしても香港、シンガポール、日本を含む世界各国で演奏活動を行っている。
これまでに、ロイヤル・フェスティバル・ホール（ロンドン）、サル・プレイヤル（パリ）およびマリインスキー劇場（サンクトペテルブルク）で公演を行い、エディンバラ国際フェスティバルではリサイタルを行った。
その他の音楽活動として、ジュリアン・ロイド・ウェバーの60歳の誕生日記念コンサートに出演。また、ショパン生誕50年記念ギルドホールコンサートでは、歌手で女優のエレイン・ペイジと共演した。
また、ロンドンのクラブ、 Café de Paris（英語サイト）、同じくロンドンの高級ホテル、Café Royal（英語サイト）のキャバレーイベントでは歌を披露した。
2012年には、スリランカ・ゴールで開催されたゴール文芸フェスティバル（英語サイト）でトム・ストッパードと共演。また、ロンドン・チェス・クラシックのオープニングでピアノ演奏を行った。同じく2012年ロンドンとエディンバラで開催された英国フランス映画際の20周年記念イベントでは音楽監督に就任。パリのイギリス大使館[6]で行われたショパン生誕記念イベントで演奏を披露した。

### 抜粋
1990年、リッツホテルで行われたスノードン伯爵夫人マーガレット王女（エリザベス2世女王の妹）の60歳の誕生日記念パーティーにゲストアーティストとして出演。また、同じ年にゼフィレッリの映画プレミア上映会でゲストピアニストとして出演した。
1998年には、ロンドンのビクトリア&アルバート博物館において、明仁天皇の前で自らの編曲による“さくら”を披露。クーチャックは、1995年ロンドンで行われた阪神・淡路大震災チャリティーイベントでも同曲を演奏している。ジュリアン・ロイド・ウェバーと共演したこの曲はアルバム Cello Moods（英語サイト）に収録されており、1999年にはオリンピックフィギュアスケートの佐藤有香のプログラムに使用された。
2011年と2013年のヨーロッパ戦勝記念日には、ロイヤルフィルハーモニー交響楽団と共演、巡洋艦HMSベルファスト上でロシア歌曲 ”Dark is the Night” を歌った。また、ロシア革命100周年を記念して、2017年に特別演奏会も行われた。
2015年3月には、エミレーツ航空文学祭の公式開会式でシェヘラザードを演奏し、2016年には同文学祭の公式テーマ曲を作曲した。2017年、クーチャックはロンドンのフィンランド大使館で、スオミ100周年記念特別コンサートを企画し、演奏した。
2016年、クーチャック、ロンドンで熊本・九州地震のチャリティーコンサートを開催した。
クーチャックは、2018年の世界チェス選手権試合の前夜に、カールセンとカルアナに捧げる曲『Victory Moves』を発表した。また、同年に、英国における女性の権利とエンパワーメントの100周年を記念して、ホランドパークのジャイアントチェスセットで、2曲のオーケストラによるチェスをテーマにしたバレエプロジェクトを演出・作曲した。
2019年6月、ノルウェーチェスの閉会式で、クーチャックはエドヴァルド・グリーグのピアノ協奏曲イ短調と、世界初公開となる自作の「騎士の女王」を演奏した。この演奏は、フィリドールの「ノルウェーの王女」とモーツァルトの「夜の女王」のアリアに基づいており、この大会を特徴づける古典的なチェスとスピードチェスの融合を反映していた。
2019年7月、クーチャックはハート・オブ・フィンランド国際チェス大会の開会式で演奏した。
2020年春、クーチャックは王立天文協会の200周年と、ユーリイ・ガガーリンの歴史的な宇宙飛行の60周年を記念して、天文学と音楽をテーマにした作品を制作した。
2021年春には、ホランドパークチェスの10周年記念を、7月にはトラファルガー広場で開催されたChess Festを祝った。Chess Festでは、チェスフェスティバル「Into the Light」のテーマソングを音楽とダンスのパフォーマンスでプロデュースした。また、同月にヴィクトリア＆アルバート博物館で開催された展覧会 Alice: Curiouser and Curiouserでも同曲が演奏された。
2021年秋、クーチャックはオックスフォード対ケンブリッジのバーシティ・マッチの復活を記念して、Royal Automobile Clubでラフマニノフを演奏した。
2024年9月、クーチャックはハンガリーのブダペストで行われた第45回 FIDEチェスオリンピアードのグランドオープニングにおいて、100周年を祝うためにチェスをテーマにした曲「Royal Game」を演奏した。

## 社会貢献活動
2010年、英国チェスグランドマスターのStuart Conquest（英語サイト）と共にロンドンのホランド・パークに子供のためのジャイアントチェスセットを設置するプロジェクトを実施。2013年にはエディンバラのメドウズ・パークでもジャイアントチェスセットを設置した。また、CSCの公式チャリティーテーマ曲”Moving Forward”を作曲した。また、CSCの公式チャリティーテーマ曲”Moving Forward”を作曲した。 
2011年には、ロンドンにてTsubasa Children’s Choirを設立。2012年にロンドンで毎年開かれるジャパン祭りでの合唱、また同年開催されたエリザベス女王即位60年記念ダイヤモンド・ジュビリーにおいてトラファルガー広場でホルストの組曲「惑星」から”木星”の合唱を指揮した。

## ディスコグラフィ
- Space between Notes (2017)[1]
- Comme d'Habitude (2011)[1]
- Midnight Classics (2008)[1]
- Forever  (2001)[1]
- Watercolours (1999)[1]
- Première Impression - 1997[1]
- Cello Moods (Sakura only)

## その他
- Cello Moods アーカイブ
- 日本民謡 "さくら さくら" 演奏（オリンピックアイススケートプログラム用の音楽に起用）